# Wspólnota Obywateli Świata
Wspólnota Obywateli Świata (ang. Commonwealth of World Citizens) – (zwana w środowisku Esperantystów „Mondcivitan Republic”) – utworzona w 1956 r. przez Hugh Schonfielda przy współudziale H.G.Wellsa. organizacja opisuje samą siebie jako "servant-Nation". 
Hugh Schonfield był uczonym biblijnym, który stał się lepiej znany ze swojej książki The Passover Plot. Schonfield po raz pierwszy poczuł potrzebę organizacji dla wszystkich narodów już w 1938 r.
Idea Schonfielda ustanowienia organizacji skupiającej wszystkie narody sięga 1938 roku. Od 1938 do 1950 Schonfield analizował różne aspekty projektu, w tym kwestie prawa międzynarodowego. Schonfield wyszedł z pomysłem, by grupa osób z różnych krajów utrzymywała stosunki z rządami państw, jako organizacja nie posiadająca stałego terytorium. Kiedy utworzono Organizację Narodów Zjednoczonych, Schonfield napisał do Sekretarza Generalnego i wszystkich państw sygnatariuszy Karty NZ o jego pragnieniu utworzenia Republiki Mondcivitan.
Latem 1951 r. w Paryżu odbyło się Zgromadzenie Ogólne członków organizacji, które powołało Sekretariat z biurem w Londynie. Do 1952 r. organizacja miała członków w 14 krajach, w 1954 r. w 25 krajach, w 1955 r. w 30 krajach. Drugie Zgromadzenie Ogólne w 1953 r. powołało komisję do opracowania tekstu konstytucji organizacji. Po poprawkach na trzecim Zgromadzeniu Ogólnym w 1955 r., tymczasowa konstytucja została zatwierdzona do przyjęcia. W tym samym roku została zainicjowana działalność humanitarna przez utworzenie World Service Trust jako wyspecjalizowanej agencji. 
Do organizacji dołączyła grupa kierowana przez Caraesse Crosby. 

## Założenia
Organizacja powstała z odczuwanej przez ludzi na całym świecie idei podstawowej jedności rodzaju ludzkiego poprzez rozwój wspólnego sposobu życia i rządu, który eksperymentalnie byłby przykładem dla Światowej Społeczności obejmująca wszystkie narody. 
Organizacja miała składać się z wszystkich jej członków w dowolnym momencie, bez względu na kolor lub pochodzenie etniczne. W swoim politycznym wyrazie była to wolna i samorządna organizacja oraz społeczność światowa.
Nowa organizacja wyraziła cel jedności świata i braterstwa ludzkiego. Chodziło o to, aby organizacja popierała pojednanie międzynarodowe oraz rozwiązywanie międzynarodowych problemów i konfliktów. Wymagana lojalność była wyższa niż dana każdemu państwu, wymagając indywidualnego pełnego oddania się zasadom i celom nowego narodu, jednak na początkowym etapie bez utraty obywatelstwa państwowego. Dla członków organizacji obywatelstwo państwowe miało być zawsze drugorzędne w stosunku do przynależności do organizacji. Oczekuje się, że każda osoba będzie przede wszystkim zainteresowana sprawami i polityką CWC. Udział w wojnie, agresja ucisku była surowo zabroniona, a aktywista miał być przygotowany do poniesienia kar. Ludzie należący do Wspólnoty mieli żyć i przestrzegać siedmiu zasad:
- Nikt nie jest Wrogiem
- Nikt nie jest Cudzoziemcem
- Służyć Wszystkim
- Pełna Bezstronność
- Praca dla Pokoju
- Prawdziwa Demokracja
- Przejrzystość i Sprawiedliwość

## Republika
W 1956 r. działacze z 33 krajów postanowili, że Republika Mondcivitan powinna być proklamowana de facto i wszystkie rządy powinny być odpowiednio poinformowane i wyposażone w kopię konstytucji. Zgromadzenie Ustawodawcze zostało zwołane w Świątyni Pokoju w Cardiff, siedzibie Stowarzyszenia ONZ w Walii. Konstytucja organizacji została przyjęta 29 sierpnia, a flaga organizacji została podniesiona nad budynek. Rada została wybrana by położyć podwaliny rządu parlamentarnego. W 1958 r. odbyły się demokratyczne wybory dające wszystkim członkom, w kraju ich zamieszkania, możliwość wyboru posłów do pierwszego parlamentu, który zebrał się w Wiedniu w maju 1959 r. Do tego czasu organizacja występowała pod nazwą „Commonwealth World Citizens”, który został porzucony na rzecz „The Mondcivitan Republic”. Hugh Schonfield, pionier przedsięwzięcia, został wybrany na stanowisko prezydenta, a organizacja wybrała komitet wykonawczy pod przewodnictwem, Donalda Hanby'ego, pełniący stanowisko premiera Republiki. 
W 1963 r. organizacja zorganizowała swój drugi parlament. Kadencja tego organu miała trwać pięć lat. Zgodnie z konstytucją, prezydium składające się z pięciu osób zostało wybrane pod nazwą Rady Najwyższej, której każdy członek, po kolei sprawowałby urząd prezydenta przez jeden rok Wybrani, w kolejności ich prezydentury, zostali Frieda Bacon, Justo Priesto, Nguyen-Huu, Anthony Brooke i Hugh J. Schonfield, ostatni z nich objął urząd pod koniec sierpnia 1967 r. Stanowisko premiera zostało zniesione i zastąpione konstytucyjnie przez komisarza generalnego, którym wybrany został Donald Hanby. W tym czasie Międzynarodowa Liga Arbitrażowa, założona na początku XX wieku przez laureata Pokojowej Nagrody Nobla, Sir Williama Randala Cremera, zdecydowała, że jej pracę najlepiej będzie kontynuować Republika Mondcivitan i obie organizacje połączyły się. 
Kontynuowano prace World Service Trust i utworzono agencję mieszkaniową, Cremer Housing Association, która później udostępniła nowe pomieszczenia do użytku przez Wspólnotę. W 1971 r. tymczasowa konstytucja została zawieszona, aby zrobić miejsce dla sformułowania pełnej konstytucji. Aby organizacja miała zapewnione najlepsze środki zarządzania, powołano radę wykonawczą, która miała wziąć pełną odpowiedzialność za sprawy organizacji w okresie przejściowym. Miano nadzieję, że pełną konstytucję i samorząd można osiągnąć do 1975 r, ale tak się nie stało.

## Projekty
Wspólnotowy projekt szkolny został rozpoczęty jako eksperyment przez członków organizacji. Miał na celu zapewnienie realnej alternatywy dla powszechnych koncepcji edukacyjnych, którego głównym celem było dać każdemu dziecku wolność, doświadczenie, zasoby i miłość. Wierzono, że powinno to mieć miejsce i być bezpośrednio związane ze społecznością jako całością, zachęcając dzieci do aktywnego zainteresowania służeniem i zmianą Wspólnoty dla poprawy całej ludzkości. Metody osiągnięcia tych postulatów zostały wdrożone. Szkoła była wspierana darowiznami od członków i nie pobierała żadnych opłat. Wiele dzieci było z zachowaniami problemowymi i mieszkało w sąsiedztwie szkoły; wróciły na drogę produktywnego życia. 

## World Service Trust
World Service Trust została założona w 1955 r. jako specjalna agencja Wspólnoty w celu udzielania bezstronnej pomocy ludziom i krajom w warunkach ubóstwa, głodu, chorób i epidemii, a także klęsk żywiołowych. Został również zaprojektowany w celu wspierania edukacji i poprawy standardów życia.   
W 1990 r. stała się fundacją i została przemianowana na „The Hugh and Helene Schonfield World Service Trust”. Schonfieldowie wsparli ją finansowo.  